# キカ・マーカム
キカ・マーカム（Kika Markham, 1940年 - ）は、イギリス出身の女優である。

## 出演作品

### テレビ
- 狙われた政権～英国ダウニング街の謀略～
- シャーロック・ホームズの冒険　ウィステリア荘
- 名探偵ポワロ　二重の手がかり
- インディ・ジョーンズ/若き日の大冒険7 ペトログラード編/ロンドン編
- セルフリッジ 英国百貨店

### 映画
- キリング・ミー・ソフトリー
- エスター・カーン　めざめの時
- ひと夏の青春
- アウトランド（キャロル・オニール）
- リベンジャー
- ケン・ラッセルの栄光の影に ウィリアムとドロシー/老水夫の歌
- 恋のエチュード